# Quatermass II
Quatermass II – brytyjski fantastycznonaukowy film grozy z 1957 roku w reżyserii Vala Guesta na podst. serialu telewizyjnego BBC pod tym samym tytułem z 1955 roku.

## Fabuła
Profesor Quatermass w drodze do pracy nieomal wpada w kolizję z młodą parą. Okazuje się, że jechali do Winnerden Flats na piknik. Wieś została zamknięta, jednak coś tam poważnie poparzyło młodzieńca. W swej placówce badawczej Quatermass oznajmia pracownikom, że projekt dotyczący kolonizacji Księżyca został odcięty od państwowych funduszy. Jeden z jego pracowników – Brand informuje o wykryciu na radarze małych meteorytów, upadających w okolicach Winnerden Flats.
Quatermass udaje się wraz z Marshem na miejsce, które obecnie jest ściśle tajnym obiektem rządowym. Ponadto odkrywają na miejscu fabrykę z tajemniczymi kopułami. Podczas inspekcji Marsh zostaje poważnie ranny w twarz przez wybuch jednego ze znalezionych meteorytów. Quatermass musi opuścić teren pod przymusem uzbrojonych agentów ochrony, a Marsh zostaje przez nich zabrany. Quatermass bezskutecznie stara się poznać los Marsha oraz cel fabryki od lokalnych służb. Stwierdza, że meteoryty są czymś w rodzaju pojemnika z gazem, a także niepokoi go podobieństwo fabryki do jego projektu kolonii na Księżycu.
Quatermass udaje się do Londynu i przy wsparciu zaprzyjaźnionego inspektora policji Lomaxa oraz posła Parlamentu Vincenta Broadheada docieka działalności fabryki, oficjalnie pracującej nad sztucznym jedzeniem. Dołącza do Broadheada podczas oficjalnej wycieczki po kompleksie. Wymykając się Broadhead próbuje dostać się do jednej z kopuł. Quatermass znajduje go umierającego, pokrytego trującym czarnym szlamem. Udaje mu się uciec przed strzelającymi strażnikami. Oficjalny przekaz głosi, że Broadhead wyjechał zagranicę. Lomax nie wierzy w relację Quatermassa jakoby w Winnerden Flats celowo infekowano osoby, póki nie dostrzega u komisarza znamienia podobnego do tego osób związanych z fabryką.  
Na posterunku Quatermass zostaje rozpoznany przez dziennikarza Jimmy’ego Halla. Lomax widzi w tym okazje do nagłośnienia sprawy. Podczas badań nad odkrytą asteroidą Quatermass dochodzi do wniosku, iż meteoryty przenosiły pochodzące z niej formy życia, która mogły przetrwać w atmosferze ziemskiej tylko w kontakcie z człowiekiem, a fabryka produkuje amoniak niezbędny do życia owych form. Sceptyczny Hall chce przeprowadzić wywiad środowiskowy z lokalnymi mieszkańcami. On i jego towarzysze spotykają się z wrogością, gdyż budowa fabryki zapewniła ludziom miejsca pracy. Chcą ich wyprosić, póki nie spada jeden z meteorytów i znakuje młodą barmankę Sheilę. Utwierdza to Quatermassa w jego przekonaniach o planowanej inwazji przybyszów z asteroidy na Ziemię.
Wkrótce ochrona z fabryki przybywa na miejsce i zabija Halla telefonującego do swego wydawcy. Quatermass i Lomax w porę uciekają i kierują się w stronę fabryki, którą forsują wściekli mieszkańcy chcący pomścić Sheilę i Halla. Quatermass odkrywa, że w kopułach gnieżdżą się otrzymujący amoniak kosmici łączący się w jedną istotę. Część mieszkańców barykaduje się z Quatermassem i Lomaxiem w sterowni. Zdając sobie sprawę, że ziemska atmosfera musi być toksyczna dla kosmitów, Quatermass sabotuje ich system podtrzymywania życia, pompując cały tlen do kopuł. Plan jest długotrwały i nie widać jego skutków ku irytacji niektórych.
Jednocześnie poinformowany Brand wystrzeliwuje rakietę atomową w kierunku asteroidy. Ginie jednak, gdy pojawia się nagle zainfekowany Marsh w towarzystwie agentów. Kosmici wyczuwając niebezpieczeństwo, wyłaniają się z kopuł chcąc połączyć swe ciała w jedną ogromną masę. W wyniku zniszczenia asteroidy, stworzenia są teraz w pełni wystawione na ziemską atmosferę giną na dobre, a zainfekowani przez nich ludzie są w pełni zdrowi. Lomax zastanawia się jak uda mu się złożyć wiarygodny raport ze wszystkiego, co się wydarzyło. W szczególności Quatermass kwestionuje, jak definitywny będzie ten raport.

## Obsada
- Brian Donlevy – prof. Bernard Quatermass
- John Longden – insp. Lomax
- William Franklyn – dr Brand
- Sid James – Jimmy Hall
- Bryan Forbes – Marsh
- Charles Lloyd Pack – sekretarz Dawson
- Percy Herbert – Paddy Gorman
- Michael Ripper – Ernie
- John Rae – E.G. McLeod
- Vera Day – Sheila
- Tom Chatto – Vincent „Vinny” Broadhead
- John Van Eyssen – oficer ds. PR
- Joyce Adams – przedstawicielka Parlamentu
- Edwin Richfield – Peterson
- John Stuart – komisarz Scotland Yardu
- Lloyd Lamble – inspektor
- George Merritt – superintendent
- Barry Lowe – Chris
- Jan Holden – dziewczyna Chrisa